# Herb Epp
Pour les articles homonymes, voir Epp.
Herbert Arnold "Herb" Epp (31 août 1934-25 février 2013) est un homme politique provinciale et municipal canadien de l'Ontario. Il est présent à l'Assemblée législative de 1977 à 1990 et maire de Waterloo durant trois mandats.

## Biographie
Né à Winnipeg au Manitoba, il grandit en Ontario. Epp étudie l'histoire et les sciences politiques à la Waterloo Lutheran University en 1961 et une maîtrise en éducation de l'Université de Toronto en 1972.
Il travaille ensuite comme conseiller d'orientation et enseignant suppléant pour la commission scolaire du comté de Waterloo. En plus de l'enseignement, Epp a aussi été agent immobilier pour RE/MAX.

## Politique
Epp fait son entrée en politique en entrant au conseil municipal de Waterloo de 1968 à 1974 et en tant que maire de 1975 à 1977.
Tentant d'être élu député libéral de la circonscription fédérale de Waterloo en 1968, il est défait par le néo-démocrate Max Saltsman.
Élu député libéral dans la circonscription provinciale de Waterloo-Nord en 1977, il est réélu en 1981, 1985 et 1987. Il ne se représente pas en 1990.
Durant cette période il exerce la fonction de secrétaire parlementaire du ministre des Finances et de président du caucus libéral de 1985 à 1987.
Il supporte Dalton McGuinty lors de la course à la chefferie de 1996.
Après 13 ans de retraite de la vie publique, il redevient maire de Waterloo à la suite d'une élection facilement remportée contre la mairesse sortante Lynne Woolstencroft en novembre 2003. Durant son mandat, il continue le projet de développement du Waterloo Square initié par la mairesse Joan McKinnon (1997-2000) et le projet de bibliothèque/YMCA sw l'Université de Waterloo. Il échoue à être réélu en novembre 2006 contre Brenda Halloran, une nouvelle venue en politique.